# Kimpasi
Kimpasi var ett hemligt religiöst sällskap av nagangas (ett slags helare) som var verksamt i Kongo på 1600- och 1700-talen.
Kimpa Vita var en tid verksam inom denna kult och intryck därifrån kom att, tillsammans med romersk-katolsk tro, prägla den nya lära, antonianismen, som hon lanserade.
Inslag från kimpasikulten fördes också vidare av kimbisa, översteprästämbetet i Kungadömet Kongo. Dennes läror fördes i sin tur vidare av kongolesiska slavar som, på Kuba, gav upphov till Kimbisaregeln eller Palo Kimbisa.